# Gimnastyka na Letnich Igrzyskach Olimpijskich 1936
Gimnastyka na Letnich Igrzyskach Olimpijskich 1936 została rozegrana w dniach 10 - 12 sierpnia w amfiteatrze Waldbühne. Rywalizacja odbyła się w gimnastyce sportowej. Tabelę medalową zawodów wygrali gospodarze igrzysk z dorobkiem sześciu złotych krążków. 

## Medaliści

### Mężczyźni
| Konkurencja                          | | | |
| ------------------------------------ | --- | --- | --- |
| Wielobój indywidualnie               | Alfred Schwarzmann | Eugen Mack | Konrad Frey |
| Wielobój drużynowo                   | III Rzesza · Franz Beckert · Konrad Frey · Alfred Schwarzmann · Willi Stadel · Inno Stangl · Walter Steffens · Matthias Volz · Ernst Winter | Szwajcaria · Walter Bach · Albert Bachmann · Walter Beck · Eugen Mack · Georges Miez · Michael Reusch · Eduard Steinemann · Josef Walter | Finlandia · Mauri Nyberg-Noroma · Veikko Pakarinen · Aleksanteri Saarvala · Heikki Savolainen · Esa Seeste · Einari Teräsvirta · Eino Tukiainen · Martti Uosikkinen |
| Ćwiczenia wolne                      | Georges Miez | Josef Walter | Konrad Frey Eugen Mack |
| Ćwiczenia na drążku                  | Aleksanteri Saarvala | Konrad Frey | Alfred Schwarzmann |
| Ćwiczenia na poręczach symetrycznych | Konrad Frey | Michael Reusch | Alfred Schwarzmann |
| Ćwiczenia na koniu z łękami          | Konrad Frey | Eugen Mack | Albert Bachmann |
| Ćwiczenia na kółkach                 | Alois Hudec | Leon Štukelj | Matthias Volz |
| Skok przez konia                     | Alfred Schwarzmann | Eugen Mack | Matthias Volz |

### Kobiety
Nie wszystkie zawody kobiet w gimnastyce sportowej zostały nagradzane medalami podczas tych letnich igrzysk olimpijskich, dlatego też nie wszystkie medale w zawodach kobiet wliczono w tabelę medalową - tylko w rywalizacji w wieloboju drużynowym kobiet przyznawano medale. Dodatkowo rywalizację indywidualną w wieloboju indywidualnym, ćwiczeniach na poręczach symetrycznych i asymetrycznych, ćwiczeniach na równoważni oraz skoku przez stół gimnastyczny wliczano jako części składowe do wieloboju drużynowego. Poniższa tabela przedstawia zawodniczki z pierwszych trzech miejsc w zawodach. Tabela medalowa poniżej dotyczy zatem tylko zawodów mężczyzn oraz zawodów w wieloboju drużynowym kobiet.
| Konkurencja                                           | | | |
| ----------------------------------------------------- | --- | --- | --- |
| Wielobój drużynowo                                    | III Rzesza · Anita Bärwirth · Erna Bürger · Isolde Frölian · Friedl Iby · Trudi Meyer · Paula Pöhlsen · Julie Schmitt · Käthe Sohnemann | Czechosłowacja · Jaroslava Bajerová · Vlasta Děkanová · Božena Dobešová · Vlasta Foltová · Anna Hřebřinová · Matylda Pálfyová · Zdeňka Veřmiřovská · Marie Větrovská | Węgry · Margit Csillik · Margit Kalocsai · Ilona Madary · Gabriella Mészáros · Margit Nagy · Olga Törös · Judit Tóth · Eszter Voit |
| Wielobój indywidualnie                                | Trudi Meyer | Erna Bürger | Käthe Sohnemann |
| Skok przez stół gimnastyczny                          | Anita Bärwirth | Käthe Sohnemann | Erna Bürger |
| Ćwiczenia na poręczach symetrycznych i asymetrycznych | Trudi Meyer | Käthe Sohnemann | Margit Nagy |
| Ćwiczenia na równoważni                               | Gabriella Mészáros | Zdeňka Veřmiřovská | Erna Bürger Consetta Caruccio-Lenz                                                                                                 |

### Klasyfikacja medalowa
| Klasyfikacja medalowa | Klasyfikacja medalowa | Klasyfikacja medalowa | Klasyfikacja medalowa | Klasyfikacja medalowa | Klasyfikacja medalowa |
| --------------------- | --------------------- | --------------------- | --------------------- | --------------------- | --------------------- |
| Miejsce               | Reprezentacja         | Złoto                 | Srebro                | Brąz                  | Razem                 |
| 1.                    | III Rzesza            | 6                     | 1                     | 6                     | 13                    |
| 2.                    | Szwajcaria            | 1                     | 6                     | 2                     | 9                     |
| 3.                    | Czechosłowacja        | 1                     | 1                     | 0                     | 2                     |
| 4.                    | Finlandia             | 1                     | 0                     | 1                     | 2                     |
| 5.                    | Królestwo SHS         | 0                     | 1                     | 0                     | 1                     |
| 6.                    | Węgry                 | 0                     | 0                     | 1                     | 1                     |